# Domenico Ambruosi
Domenico Ambruosi (Bitonto, 1830 – Napoli, 1908) è stato uno scrittore e saggista italiano.

## Biografia
Figlio terzogenito (ebbe una sorellastra monaca di clausura) di Serafino Ambruosi (andò sposo tre volte), medico e discendente da un'antica e nobile famiglia francese trasferitasi in Italia intorno al 1790 (il dottor Serafino Ambruosi acquistò e donò il suolo dove sorge il teatro Umberto I, oggi teatro Traetta, a Bitonto), questi di corrente illuminista e Socialista fu sorvegliato dalla polizia borbonica per la sua attività in favore dell'Unità d'Italia e partecipò al risorgimento nazionale con altri nobili e letterati bitontini. Il figlio Domenico Ambruosi si prodigò molto nella ricerca storico-letteraria locale e nella critica letteraria, scrisse alcuni libri sulla critica letteraria e su Casa Savoia. Compì i suoi studi presso l'Università di Napoli (all'epoca era l'unica sede universitaria presente nel sud ex Regno delle due Sicilie). Iniziò i suoi studi universitari nella facoltà di medicina; ma non li terminò a causa della morte del padre. Tempo dopo la morte del padre tornò nel suo paese natìo, dove si dedicò all'insegnamento a causa del depauperamento delle finanze di famiglia. Contrasse matrimonio con Martire Magrone da cui ebbe: Serafino, 1° Controllore delle Ferrovie Calabro Lucane; Filippo, Capostazione della ferrovia Bari-Barletta; Francesco, ufficiale di Marina; Pasquale, impiegato nelle Colonie del Dodecaneso; Irene; Vincenza; Marietta; Caterina morta in tenera età; Rosina, maestra morta con la febbre spagnola e Anna, insegnante. Al termine della seconda guerra mondiale la discendenza si è trasferita quasi totalmente a Bari. A tutt'oggi nella piazza centrale del Paese, adiacente al torrione angioino, sorge il palazzo che prende il nome dalla famiglia.

## Pubblicazioni
Tra le sue opere, presenti nelle biblioteche di Roma, Napoli, Torino, Bari, Bitonto, Firenze, Gorizia, vanno ricordate: 
- Elena Petrovich ovvero l'astro del Montenegro: memorie aneddotiche - Domenico Ambruosi (1896)
- La festa di un re popolare - Domenico Ambruosi (1894)
- Il genio di casa Savoia, ovvero il 14 marzo 1886: Omaggio della provincia di Bari al magnanimo re d'Italia Umberto I di Savoia - Domenico Ambruosi (1886)
- Visita al Camposanto di Bitonto.Reminiscenze- Domenico Ambruosi (1899)
- Savoia e Peucezia ovvero LA SPLENDITA AURORA del 14 marzo 1891- Domenico Ambruosi (1891)
- Dio Salvi il Re - Domenico Ambruosi (1898)